# Ellemieke Vermolen
Ellemieke Elisabeth Cathriene Vermolen (Hellevoetsluis, 13 oktober 1976) is een Nederlands schrijfster van kookboeken, voormalig actrice en tv-presentatrice die in Nederland voor het eerst bekendheid kreeg door haar rol als Bo Donkers in de televisieserie Goudkust. Tot augustus 2011 presenteerde ze het overzichtsprogramma De 25 op SBS6.

## Levensloop
Vermolen behaalde het mavo-diploma en deed drie jaar lang een opleiding bij Schoevers. Zij deed al een aantal jaren modellenwerk voordat zij ook de stap naar de televisie deed. Via reclamespotjes van onder andere C&A en Amstel die zij als model bemachtigde, kwam ze in contact met Joop van den Ende. Van den Ende nodigde haar uit om assistente te worden in het Millenniumspel op RTL 4.
Van september 2002 tot en met maart 2003 presenteerde Vermolen het spelprogramma Puzzeltijd voor RTL 4. Haar presentatietalent viel SBS6 op en eind maart stapte ze op bij RTL. Bij SBS presenteerde ze Klussen en Wonen, Exclusief en Mama, ik heb je huis verbouwd. Daarna volgde tv-klussen als Shownieuws en Huizenjacht. In 2005 werd ze door het magazine FHM verkozen tot meest sexy vrouw van Nederland. Sinds 2021 is Vermolen terug bij Shownieuws. Dit keer niet als presentatrice maar als deskundige.
Ze deed in 2006 als deelneemster mee aan het televisieprogramma Sterren dansen op het ijs met Nicholas Keagan als professioneel schaatspartner, waar ze in de skate-off met oud-schaatskampioen Hein Vergeer werd uitgeschakeld. Ze werd uiteindelijk vijfde. In 2007 nam ze een lied op met Gerard Joling, getiteld Liefde.
In 2015 was ze een van de bij het grote publiek bekende moeders die tienermoeders begeleidden in hun zwangerschap in het Vlaamse tv-programma Vier handen op één buik op VIJF.
In 2024 was Vermolen een van de deelnemers aan het 24e seizoen van het RTL 4-programma Expeditie Robinson, ze stopte op dag 21 en eindigde daarmee op de twaalfde plaats.
Daarnaast bracht ze vier kookboeken uit.

## Privéleven
Ze trouwde in 1998 met de componist John Ewbank, maar scheidde in 1999. In 2006 had ze enige tijd een relatie met de Nederlandse zanger Jan Smit.
In 2007 kreeg ze een relatie met topkok Sergio Herman. Het paar trouwde op 11 september 2008 en heeft samen twee zonen. Het stel verloor een derde zoontje tegen het einde van de zwangerschap. In januari 2021 ging het koppel na twaalf jaar huwelijk uit elkaar.
Op 18 februari 2022 werd tijdens de storm Eunice de auto waarin ze reed aan de achterzijde geraakt door een vallende boom.